# بيل كليج
بيل كليج (بالإنجليزية: Bill Clegg)‏ هو كاتب ووكيل أدبي أمريكي، ولد في 1970.